# Jiřík ze Šternberka a Lukova
Jiřík ze Šternberka a Lukova († pravděpodobně 1438) byl český šlechtic, který pocházel z moravské větve rodu Šternberků.

## Život
Jeho otcem byl otcem byl Albrecht ze Šternberka a Lukova, který zemřel předčasně. Poručníkem Jiříkovi a jeho bratru Lackovi se stal jejich děd z matčiny strany Lacek z Kravař a Helfštejna. 
První písemná zmínka o Jiříkovi pochází z roku 1415. Roku 1419 byl již zletilý a přebíral se svým bratrem majetky po otci: Lukov, Holešov, Zlín, Čejkovice a Šilperk, později i Odry. 
Když začaly husitské války, Jiřík se na rozdíl od svého bratra spíše přikláněl ke katolíkům. Roku 1423 bojoval ve vojsku olomouckého biskupa Jana Železného a byl zajat husity po červnové bitvě u Kroměříže. Ze zajetí se dostal a roku 1424 bojoval opět na straně katolického vojska, mj. v bitvě u Slušovic téhož roku. Roku 1425 se konala na hradu Helfštejně schůzka, kde se bratři Jiřík a Lacek na straně jedné, a jejich příbuzný Albrecht ze Šternberka a Holešova na straně druhé dohodli na výměně majetku. Albrecht se zřekl poloviny hradu Lukova a získal za to půl Holešova a část Holešovska.
Pravděpodobně roku 1435 se Jiřík oženil a vzal si kněžnu Anežku Opavskou, vdovu po zemřelém Janovi Jičínském z Kravař a Fulneka, dceru Přemysla I. Opavského. Díky tomuto sňatku mohl Jiřík užívat i fulnecké panství. Postupem času musel Jiřík některé statky prodávat, zřejmě kvůli ekonomickému vyčerpání z husitských válek. Jiřík zemřel nedlouho po úmrtí své ženy, pravděpodobně roku 1438. Nezanechal žádných potomků a jeho majetek přešel do rukou bratra Lacka.